# Dongbeititan dongi
Il dongbeititan (Dongbeititan dongi) è un dinosauro erbivoro appartenente ai sauropodi. Visse nel Cretaceo inferiore (circa 120 milioni di anni fa) e i suoi resti sono stati ritrovati in Cina. È stato il primo sauropode ad essere ritrovato nel gruppo Jehol del Liaoning, che ha restituito i famosi fossili di dinosauri piumati.

## Classificazione
Questo dinosauro è stato descritto per la prima volta nel 2007, e si basa sui resti fossili di uno scheletro incompleto comprendenti ossa dei cinti pettorale e pelvico, vertebre e varie ossa delle zampe. Come tutti i sauropodi, Dongbeititan era un grande erbivoro quadrupede, con collo e coda lunghi.
I paleontologi che descrissero l'esemplare ritennero che Dongbeititan fosse un rappresentante primitivo dei titanosauriformi, un grande gruppo di sauropodi che comprendeva i brachiosauridi e i titanosauri propriamente detti, oltre a un buon numero di forme non ascrivibili a questi gruppi (come Europasaurus). In particolare, Dongbeititan sembrerebbe essere stato più evoluto di titanosauriformi come Euhelopus, Huanghetitan o Fusuisaurus, ma più primitivo di Gobititan e Jiutaisaurus, tutti sauropodi provenienti dall'Asia. Dongbeititan è notevole anche per il fatto che è il primo sauropode scoperto nel gruppo Jehol, che include anche la formazione Yixian, dove sono stati ritrovati i famosi fossili di dinosauri piumati. Dongbeititan era il più grande animale del suo habitat. 
Il nome Dongbeititan significa "titano del Dongbei" (con riferimento alla zona dove sono stati ritrovati i fossili), mentre l'epiteto specifico è in onore del paleontologo cinese Dong Zhiming.